# Hugo Magnetti
Hugo Magnetti (* 30. Mai 1998 in Marseille) ist ein französischer Fußballspieler, der aktuell bei Stade Brest unter Vertrag steht.

## Karriere
Magnetti begann seine fußballerische Ausbildung bereits mit vier Jahren bei ASPTT Marseille. 2004, im Alter von sechs Jahren, wechselte er in die Jugendakademie von Olympique Marseille. Nach drei Jahren wechselte er für sieben Jahre zum Amateurklub Burel FC. Anschließend wechselte er in die Nachwuchsabteilung des SC Bastia.
2016/17 kam er hauptsächlich für die zweite Mannschaft in der National 3 zum Einsatz, für die er zweimal in 22 Spielen traf. Allerdings stand er in der Saison auch schon viermal im Spieltagskader der Ligue-2-Mannschaft.
Im Sommer 2017 wechselte er zum Ligarivalen Stade Brest, wo er zunächst für die zweite Mannschaft eingeteilt war. 2017/18 kam er auch ausschließlich für diese zum Einsatz und schoss drei Tore in 20 Partien.
2018/19 wiederum debütierte er in der Ligue 2, als er gegen den FC Metz am 30. Juli 2018 (1. Spieltag) in der 82. Minute ins Spiel kam. In der Restsaison spielte er jedoch nur noch zwei weitere Pokalspiele und erneut 20 Fünftligaspiele. Am Ende der Saison stand er mit der Profimannschaft auf dem zweiten Platz und stieg somit in die Ligue 1 auf.
In seiner ersten Ligue-1-Saison debütierte er am 23. November 2019 (14. Spieltag) nach Einwechslung für Mathias Autret gegen den FC Nantes. In der gesamten Saison kam er neben einigen Einsätzen gegen Ende der Saison auch noch für die Amateurmannschaft zum Einsatz.
2020/21 wurde er fest für den Profikader eingeplant, saß aber auch hier häufig nur auf der Bank. Am 19. September 2024 erzielte er im Champions-League-Spiel gegen Sturm Graz das 1:0, und damit den ersten Treffer in der Historie Stade Brests in diesem Wettbewerb.

## Erfolge
- Zweiter der Ligue 2 und Aufstieg in die Ligue 1: 2019